# Karl Dall
Karl Bernhard Dall (Emden, 1 de febrero de 1941-23 de noviembre de 2020) fue un comediante, cantante y presentador de televisión alemán. Su ojo «colgante» distintivo fue causado por una ptosis congénita.

## Biografía
Dall nació en Emden, Alemania, hijo de un rector de escuela y una maestra. Se casó con su esposa Barbara en 1971. Tuvieron una hija, Janina, que trabaja como doble de acción en Canadá. Karl Dall tenía dos hermanas y un hermano. Vivió en Hamburgo.
Karl Dall dejó la escuela después del décimo grado y realizó un aprendizaje como tipógrafo en una imprenta en la ciudad de Leer, Frisia oriental.
Junto a Ingo Insterburg, Jürgen Barz y Peter Ehlebracht fundó en 1967 el grupo de comedia del cual fue miembro hasta que dejó de existir en la década de 1970. Además, creó el programa de televisión Musikladen para Radio Bremen y desde entonces había trabajado para emisoras de televisión.
Desde 1983 hasta 1990 solía aparecer en el programa de comedia con cámara oculta Verstehen Sie Spaß?, interpretando, por ejemplo, a un presentador de cine caótico o un bromista telefónico.
En la transmisión de radio alemana de Radio Luxemburg (RTL) presentó su propio programa de comedia y también estuvo entre los primeros presentadores de televisión del canal de televisión RTLplus. Allí tuvo su propio programa de entrevistas llamado Dall-As que se emitió desde el 19 de enero de 1985 hasta finales de 1991. El concepto era irritar y provocar a los invitados. El 4 de enero de 1992 continuó este programa en el canal de televisión rival Sat.1 como Jux und Dallerei.
Desde 1991 hasta 1993 presentó el programa de juegos Koffer Hoffer en el canal de televisión Tele 5. En esta feria se subastó a los candidatos el equipaje perdido, del que ya no se pudo identificar al propietario. Posteriormente fue miembro del ensamble inicial del programa de comedia 7 Tage, 7 Köpfe. El espontáneo Karl Dall abandonó el programa después de unos años debido a diferencias de opinión con Rudi Carrell, quien siempre programaba sus shows de manera meticulosa.
En septiembre de 2006 se publicó su autobiografía titulada Auge zu und durch (Ojo cerrado).
El 23 de octubre de 2020, precisamente un mes antes de su prematura muerte, Dall evaluó su participación como protagonista en la próxima farsa teatral WIN = WIN sobre el distanciamiento social. Según su autor y productor Roger Steinmann, parecía estar en forma y ansioso, "después de haber leído la obra completa en cinco horas".
Dall falleció el 23 de noviembre de 2020, después de haber sufrido un derrame cerebral doce días antes.

## Filmografía
- 1963: Apache Gold.
- 1964: Freddy en el salvaje oeste.
- 1967: Hotel Clausewitz.
- 1968: Quartett im Bett.
- 1969: el tío de Charley.
- 1970: Estudiante del dormitorio.
- 1970: Hänsel und Gretel verliefen sich im Wald.
- 1974: Chapeau Claque.
- 1980: Hora del pánico.
- 1983: Gib Gas - Ich Will Spass.
- 1983: Das verrückte Strandhotel alias Dirndljagd am Kilimandscharo.
- 1983: Sunshine Reggae en Ibiza.
- 1984: Ein irres Feeling.
- 1985: Drei und eine halbe Portion.
- 1988: Starke Zeiten.
- 1989: Die Senkrechtstarter.
- 1999: Hans im Glück.
- 2001: König der Winde (corto).
- 2003: Suche impotenten Mann fürs Leben.
- 2006: Die ProSieben Märchenstunde : Rotkäppchen - Wege zum Glück (película para televisión).
- 2008: African Race (película de televisión).

## Premios
- 1994: Preis der beleidigten Zuschauer (literalmente "Premio de los espectadores ofendidos") ( Enlace al artículo en Wikipedia en alemán).
- 1999: Deutscher Comedypreis Ehrenpreis für sein Lebenswerk (premio honorífico por los logros de su vida).